# میانه‌گرایی رادیکال
میانه‌گرایی رادیکال (به انگلیسی: radical centrism) (همچنین به آن «میانه رادیکال» ، نیز گفته می‌شود)، مفهومی‌است که در اواخر قرن بیستم میلادی در ملت‌های غربی ظهور کرد. این اصطلاح در ابتدا به اشکال مختلفی تعریف می‌شد، اما در آغاز قرن بیستم و یکم میلادی تعدادی از متون علوم سیاسی به آن تعریف توسعه یافته تری دادند.
اصطلاح رادیکال به خواسته بیشتر میانه‌گرایان میانی برای دعوت به ایجاد اصلاحات بنیادی در نهادها، دلالت می‌کند. میانه‌گرایی اشاره به اعتقادی است مبنی بر این که راه حل‌های واقعی تنها مستلزم ایده‌آل‌گرایی و عواطف نبوده بلکه به واقع‌گرایی و عمل‌گرایی نیز نیاز دارند. در متنی مربوط به یکی از میانه‌گرایان رادیکال، میانه‌گرایی رادیکال اینگونه تعریف می‌گردد: «ایده‌آل‌گرایی بدون توهم»، عبارتی که اصالتاً از جان اف. کندی است.
میانه‌گرایان رادیکال نظریات شان را از چپ و راست به عاریت گرفته و اغلب آن‌ها را پیوند می‌دهند. اکثر آن‌ها برای حل مسائل اجتماعی، از راه حل‌های مبتنی بر بازار با نظارت قوی دولتی در جهت منافع عامه حمایت می‌کنند. در کشورهای در حال توسعه، در جهت افزایش مشارکت جهانی و رشد طبقه متوسط توانمند، حمایت صورت می‌پذیرد. در آمریکا بیشتر میانه‌گرایان رادیکال در داخل احزاب بزرگ سیاسی کار می‌کنند، اما در عین حال از ابتکارات و کاندیداتوری مستقل یا طرف‌های ثالث حمایت می‌کنند.
یکی از انتقادات معمول از میانه‌گرایی رادیکال این است که سیاستش تنها تفاوت اندکی با سیاست سنتی میانه‌گرایان دارد. بعضی از ناظران، میانه‌گرایی رادیکال را در وهله اول یک فرایند تسریع کننده گفتمان و تفکر تازه در میان مردم و گروه‌های مخالف می‌دانند.

## تأثیرات و پیش‌سازها

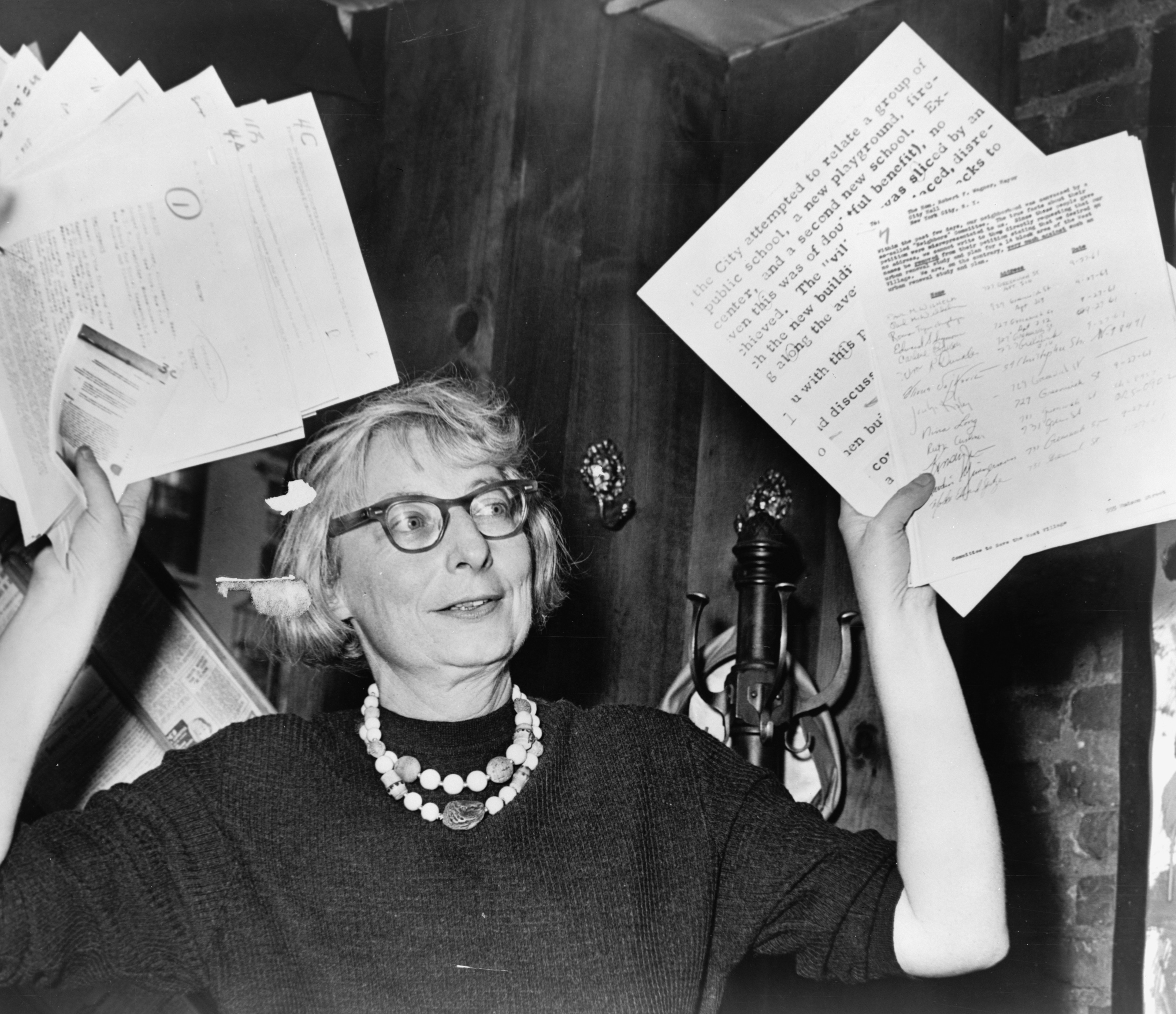
نظریه‌پرداز و فعال شهری، جین جیکوبز (۱۹۱۶–۲۰۰۶ میلادی)، که به عنوان «اولین میانه‌گرای رادیکال» او را توصیف نموده‌اند».

برخی از تأثیرات روی فلسفه سیاسی میانه‌گرایان رادیکال، مستقیماً سیاسی نیستند. «رابرت سی. سولومون» ، فیلسوفی با علایق میانه‌گرایی رادیکال، تعدادی از مفاهیم فلسفی را شناسایی می‌کند که توازن، وفاق یا سنتز را حمایت کرده، شامل این موارد: مفهوم رن، مفهوم «میانگین» ارسطو، «انسان‌گرایی» دیسیدریوس اراسموس و میشل دو مونتنی، نگرش تکاملی به تاریخ از جامباتیستا ویکو، عمل‌گرایی ویلیام جیمز و جان دیویی، و یکپارچه‌سازی متضادهای آوروبیندو گوسه.
با این حال، رایج‌ترین تأثیرات و پیش‌نیازهای بیان شده از قلم‌رو سیاسی هستند. به‌طور مثال، سیاستمدار میانه‌گرای رادیکال بریتانیایی نیک کلگ خودش را میراث‌دار نظریه‌پرداز سیاسی جان ستوارت میل، نخست‌وزیر لیبرال دیوید لوید جرج، اقتصاددان جان مینارد کینز، اصلاحگر اجتماعی ویلیام بوریج و رهبر اسبق حزب لیبرال «جو گریموند» ، می‌داند. «جان آولون» در کتابش با عنوان ملت مستقل‏ (۲۰۰۴)، پیش‌سازهای میانه‌گرایی سیاسی قرن بیست و یکم ایالات متحده را مورد بحث قرار داده که شامل این موارد است: رئیس‌جمهور تئودور روزولت، قاضی دادگاه عالی ارل وارن، سناتور دانیل پاتریک موینیهان، سناتور مارگاریت چیس اسمیت و سناتور ادوارد بروک، مورد بحث قرار می‌دهد. «مارک ساتین» ، نویسنده میانه‌گرای رادیکال بر تأثیرات سیاسی از بیرون عرصه انتخاباتی، شامل این افراد اشاره می‌کند: متفکر اجتماع‌گرا «آمیتای ایتزیونی» ، ناشر مجله «چارلز پیترز» ، نظریه‌پرداز مدیریتی پیتر دراکر، نظریه‌پرداز برنامه‌ریزی شهری جین جیکوبز و آینده‌پرداز هایدی و آلوین تافلر. ساتین، بنجامین فرانکلین را پدر بنیان‌گذار میانه‌روی رادیکال خطاب می‌کند چون او «فوق‌العاده عمل‌گرا» و «فوق‌العاده خلاق» بوده و توانست «جناح‌های متخاصم و نفس‌های مجروح را وادارد تا از اختلافاتشان فراتر روند».

## زمینه اواخر قرن بیستم

### تعاریف ابتدائی
به گفته ژورنالیست ویلیام سفایر، عبارت «میانه رادیکال» توسط «رناتا آدلر» ،‏ یکی از نویسندگان نیویورکر ابداع شد. او در معرفی دومین مجموعه مقالاتش، به‌سوی میانه‌روی رادیکال‏ (۱۹۶۹)، آن را به‌عنوان یک رادیکالیسم شفابخش معرفی کرد. آدلر گفت میانه‌روی رادیکال، موضع‌گیری خشونت‌آمیز و لفاظی‌های دهه ۱۹۶۰ میلادی را رد کرده و در مقابل ارزش‌های «مذهبی» مثل «منطق، نجابت، رفاه، کرامت انسانی و تماس [انسانی]» را می‌پذیرد. آدلر خواستار «مصالحه» طبقه کارگر سفیدپوست و آفریقائی-آمریکای‌ها شد.
در دهه ۱۹۷۰ میلادی، جامعه‌شناس «دونالد آی. وارن» ، میانه رادیکال را به‌عنوان ترکیبی از «رادیکال‌های میانه‌رو آمریکایی» توصیف کرد که به دولت بزرگ، رسانه‌های ملی، افراد آکادمیک و افراد سرمایه‌دار و شرکت‌های غارت‌گر، مشکوک بودند. هرچند آن‌ها ممکن است به دموکرات‌ها یا جمهوری‌خواهان یا به پوپولیست‌هایی همچون جورج والاس رای دهند، از لحاظ سیاسی احساس غربت می‌کردند و به دنبال رهبرانی بودند که به نگرانی‌های آن‌ها بپردازند.

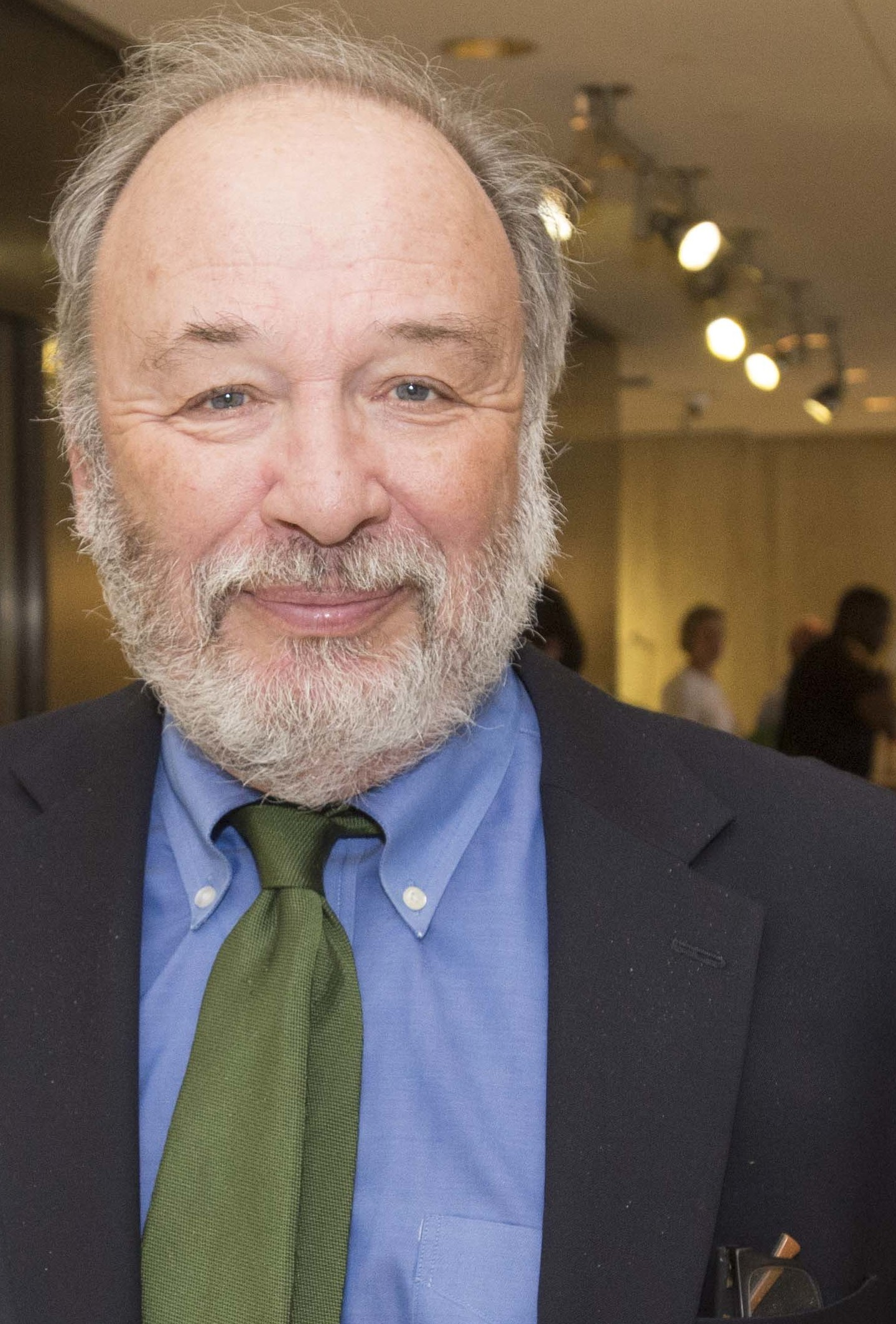
«جو کلاین» ، که روایت «در کمین رادیکال میانه» چاپ شده روی جلد نیوزویک را نوشت.

در دهه‌های ۱۹۸۰ و ۱۹۹۰ میلادی، نویسندگان متعددی فهم شان را در مورد مفهوم میانه رادیکال نوشتند. به‌طور مثال، آینده‌گرا «ماریلین فرگوسون» با گفتن این‌که: «میانه رادیکال … بی‌طرف و در وسط جاده نیست، بلکه نگرشی بر کل جاده است» یک بُعد کلی به این مفهوم افزود. جامعه‌شناس «آلان ولف» ،}}efn|Alan Wolfe}} بخش خلاق طیف سیاسی را در میانه‌گرایی قرار داد: «افراطی‌های راست و چپ می‌دانند که موضع شان کجاست، اما مرکزگراها آنچه اصیل و غیرمنتظره است را ارائه می‌دهند». نظریه‌پرداز آفریقایی-آمریکایی «استانلی کروچ» زمانی‌که خودش را «عمل‌گرای رادیکال» خطاب کرد، تعداد زیادی از متفکرین سیاسی را ناراحت ساخت. کروچ توضیح داد: «من تأیید می‌کنم، آنچه را که فکر می‌کنم دارای بهترین شانس برای کار کردن است، برای استدلال میان رده‌های تقسیم‌بندی اشتباه و فراتر از فریب نژادی، هم انگیزه دهنده است و هم غیرعاطفی».
ژورنالیست جو کلاین در روایت تأثیرگذارش روی جلد نیوزویک با عنوان «تعقیب میانه‌روهای رادیکال» در سال ۱۹۹۵ میلادی، میانه‌گرایان رادیکال را به عنوان افراد عصبانی‌تر و ناامیدتر از دموکرات‌ها و جمهوری‌خواهان معمولی توصیف نمود. کلین گفت آن‌ها چهار هدف کلی مشترک دارند: جداسازی پول از سیاست، توزین بودجه، احیای مدنیت و تشخیص این‌که چگونه می‌توان حکومت‌داری بهتر داشت. او هم‌چنین گفت نگرانی‌های شان، شعار «آنچه که در حال تبدیل شدن به یک جنبش مهم فکری است، چیزی کم‌تر از تلاش برای عوض کردن تصورات سنتی لیبرالیزم و محافظه کاری نیست» را دامن می‌زند.

### ارتباط با راه سوم
در سال ۱۹۹۸ میلادی، جامعه‌شناس بریتانیایی آنتونی گیدنز مدعی شد که میانه‌گرایی رادیکال مترادف سیاست راه سوم است. برای گیدنز، که مشاور نخست‌وزیر اسبق تونی بلر و فعالین متعدد سیاسی اروپایی است، راه سوم شکل بازسازی شده‌ای از سوسیال دموکراسی است.
برخی از متفکرین میانه‌گرای رادیکال، میانه‌گرایی رادیکال را معادل راه سوم نمی‌دانند. در بریتانیا، بسیاری خود را سوسیال دموکرات نمی‌دانند. از همه مهم‌تر، سیاستمدار میانه‌گرای رادیکال بریتانیایی نیک کلگ تصریح کرد که او خود را میراث‌دار تونی بلیر ندانسته و «ریچارد ریوس»، مشاور قدیمی کلگ، به‌طور مؤکد، سوسیال دموکراسی را رد می‌کند.
در ایالات متحده، وضعیت متفاوت است چون اصطلاح سیاست راه سوم توسط «شورای رهبری دموکرات» و سایر دموکرات‌های میانه‌رو پذیرفته شده‌است. با این حال، اکثر میانه‌گرایان رادیکال ایالات متحده نیز از این اصطلاح اجتناب می‌ورزند. مقدمه «تد هالستد» و «مایکل لیند» بر سیاست‌های میانه‌گرای رادیکال، اصطلاح راه سوم را ذکر نکرده و لیند نیز متعاقباً دموکرات‌های میانه‌رو را به هم‌سویی سازمان یافته با «میانه راست» و وال استریت متهم کرد. میانه‌گرایان رادیکال در مورد آنچه که به‌عنوان «جداسازی تفاوت‌ها» و «مثلث بندی» و سایر روش‌های فرضی می‌بینند که برخی آن را «میانه احساساتی» می‌نامند، اظهار ناراحتی کرده‌اند.

### کتاب‌های دهه ۱۹۹۰ میلادی
- Chickering, A. Lawrence (1993). Beyond Left and Right: Breaking the Political Stalemate. Institute for Contemporary Studies Press. ISBN 978-1-55815-209-0.
- Coyle, Diane (1997). The Weightless World: Strategies for Managing the Digital Economy. Massachusetts Institute of Technology Press. ISBN 978-0-262-03259-9.
- Esty, Daniel C. ; Chertow, Marian, eds. (1997). Thinking Ecologically: The Next Generation of Ecological Policy. Yale University Press. ISBN 978-0-300-07303-4.
- Howard, Philip K. (1995). The Death of Common Sense: How Law Is Suffocating America. Random House. ISBN 978-0-679-42994-4.
- Penny, Tim; Garrett, Major (1998). The 15 Biggest Lies in Politics. St. Martin's Press. ISBN 978-0-312-18294-6.
- Sider, Ronald J. (1999). Just Generosity: A New Vision for Overcoming Poverty in America. Baker Books. ISBN 978-0-8010-6613-9.
- Ventura, Jesse (2000). I Ain't Got Time to Bleed: Reworking the Body Politic from the Bottom Up. New York: Signet. ISBN 0451200861.
- Wolfe, Alan (1998). One Nation, After All: What Middle-Class Americans Really Think. Viking. ISBN 978-0-670-87677-8.

### کتاب‌های دهه ۲۰۰۰ میلادی
- Anderson, Walter Truett (2001). All Connected Now: Life in the First Global Civilization. Westview Press. ISBN 978-0-8133-3937-5.
- Florida, Richard (2002). The Rise of the Creative Class: And How It's Transforming Work, Leisure, Community and Everyday Life. Basic Books. ISBN 978-0-465-02476-6.
- Friedman, Thomas (2005). The World Is Flat: A Brief History of the Twenty-first Century. Farrar, Strauss, and Giroux. ISBN 0-374-29288-4
- Lukes, Steven (2009). The Curious Enlightenment of Professor Caritat: A Novel of Ideas. Verso Books, 2nd ed. ISBN 978-1-84467-369-8.
- Miller, Matt (2009). The Tyranny of Dead Ideas: Letting Go of the Old Ways of Thinking to Unleash a New Prosperity. Henry Holt and Company. ISBN 978-0-8050-9150-2.
- Penner, Rudolph; Sawhill, Isabel; Taylor, Timothy (2000). Updating America's Social Contract: Economic Growth and Opportunity in the New Century. W. W. Norton and Co. , Chap. 1 ("An Agenda for the Radical Middle"). ISBN 978-0-393-97579-6.
- Ury, William (2000). The Third Side: Why We Fight and How We Can Stop. Penguin Books. ISBN 978-0-14-029634-1.
- Wexler, David B. ; Winick, Bruce, eds. (2003). Judging in a Therapeutic Key: Therapeutic Justice and the Courts. Carolina Academic Press. ISBN 978-0-89089-408-8.
- Whitman, Christine Todd (2005). It's My Party, Too: The Battle for the Heart of the GOP and the Future of America. The Penguin Press, Chap. 7 ("A Time for Radical Moderates"). ISBN 978-1-59420-040-3.

### کتاب‌های دهه ۲۰۱۰ میلادی
- Brock, H. Woody (2012). American Gridlock: Why the Right and Left Are Both Wrong. John Wiley & Sons. ISBN 978-0-470-63892-7.
- Clegg, Nick (2017). Politics: Between the Extremes, international edition. Vintage. ISBN 978-1-78470-416-2.
- Edwards, Mickey (2012). The Parties Versus the People: How to Turn Republicans and Democrats Into Americans. Yale University Press. ISBN 978-0-300-18456-3.
- Friedman, Thomas; Mandelbaum, Michael (2011). That Used to be Us: How America Fell Behind in the World It Invented and How We Can Come Back. Picador. ISBN 978-0374288907.
- Huntsman Jr. , John, editor (2014). No Labels: A Shared Vision for a Stronger America. Diversion Books. ISBN 978-1-62681-237-6.
- Macron, Emmanuel (2017). Revolution. Scribe Publications. ISBN 978-1-925322-71-2.
- Orman, Greg (2016). A Declaration of Independents: How we Can Break the Two-Party Stranglehold and Restore the American Dream. Greenleaf Book Group Press. ISBN 978-1-62634-332-0.
- Pearson, Noel (2011). Up From the Mission: Selected Writings. Black Inc. 2nd ed. Part Four ("The Quest for a Radical Centre"). ISBN 978-1-86395-520-1.
- Salit, Jacqueline S. (2012). Independents Rising: Outsider Movements, Third Parties, and the Struggle for a Post-Partisan America. Palgrave Macmillan. ISBN 978-0-230-33912-5.
- Trudeau, Justin (2015). Common Ground. HarperCollins. ISBN 978-1-4434-3338-9.
- Whelan, Charles (2013). The Centrist Manifesto. W. W. Norton & Company. ISBN 978-0-393-34687-9.
- White, Courtney (2017). Grassroots: The Rise of the Radical Center and The Next West. Dog Ear Publishing. ISBN 978-1-4575-5431-5.

### بیانیه‌ها
- "Road to Generational Equity" – Tim Penny, Richard Lamm, and Paul Tsongas (1995). Retrieved 2 October 2012.
- "An Invitation to Join the Radical Center" – Gary Paul Nabhan, Courtney White, and 18 others (2003). Retrieved 24 October 2017.
- "Ground Rules of Civil Society: A Radical Centrist Manifesto" – Ernest Prabhakar (2003). Retrieved 6 January 2019.
- "The Cape York Agenda" – Noel Pearson (2005). Retrieved 17 January 2016.
- "Ten Big Ideas for a New America" – New America Foundation (2007). Retrieved 25 July 2018.
- "The Liberal Moment" – Nick Clegg (2009). Retrieved 2 October 2012.
- "Depolarizing the American Mind" – Steve McIntosh and Carter Phipps (2014). Retrieved 31 December 2016.
- "An Ecomodernist Manifesto" – Ted Nordhaus and 17 others (2015). Retrieved 12 August 2018.
- "Real Change" – Liberal Party of Canada platform under Justin Trudeau (2015). Retrieved 20 October 2017.
- "Radix: Think Tank for the Radical Centre" – David Boyle and others (2016). Retrieved 26 January 2019.
- "Rough Guide to Manifesto of Macron" – Emmanuel Macron, edited by Reuters (2017). Retrieved 15 October 2017.
- "Unlocking the Climate Puzzle" – Ted Halstead for the Climate Leadership Council (2017). Retrieved 25 July 2018.
- "California for All" – Michael Shellenberger (2018). Retrieved 12 August 2018.
- "The Center Can Hold: Public Policy for an Age of Extremes" – Niskanen Center (2018). Retrieved 26 January 2019.

### سازمان‌ها
- Cape York Institute – Australian think tank
- Demos – U.K. think tank
- New America – U.S. think tank
- No Labels – U.S. political group
- Search for Common Ground – global dialogues

### وبسایت‌های نظر محور
- John Avlon: Featured Columns – John Avlon
- Matt Miller: The Archives – Matthew Miller (journalist)|Matt Miller
- Michael Lind articles – Michael Lind
- Radical Middle Newsletter – Mark Satin